# کیم هیونگ-ایل
کیم هیونگ-ایل (انگلیسی: Kim Hyeong-il؛ زادهٔ ۱۹۲۹ - درگذشته نامشخص) بازیکن بسکتبال اهل کره جنوبی بود. وی در بازی‌های المپیک تابستانی ۱۹۵۶ شرکت کرده‌است.